# Ceresium rouyeri
Ceresium rouyeri là một loài bọ cánh cứng trong họ Cerambycidae.